# Les Essarts-le-Vicomte
Les Essarts-le-Vicomte ist eine französische Gemeinde mit 135 Einwohnern (Stand: 1. Januar 2022) im Département Marne in der Region Grand Est (vor 2016 Champagne-Ardenne). Sie gehört zum Arrondissement Épernay und zum Kanton Sézanne-Brie et Champagne.

## Geografie
Les Essarts-le-Vicomte liegt etwa 88 Kilometer ostsüdöstlich des Pariser Stadtzentrums. Umgeben wird Les Essarts-le-Vicomte von den Nachbargemeinden Escardes im Norden und Nordwesten, Châtillon-sur-Morin im Nordosten, La Forestière im Osten, Nesle-la-Reposte im Süden sowie Bouchy-Saint-Genest im Westen.

## Bevölkerungsentwicklung
| Jahr                       | 1962 | 1968 | 1975 | 1982 | 1990 | 1999 | 2006 | 2011 | 2018 |
| -------------------------- | ---- | ---- | ---- | ---- | ---- | ---- | ---- | ---- | ---- |
| Einwohner                  | 185  | 163  | 142  | 118  | 112  | 118  | 130  | 157  | 139  |
| Quellen: Cassini und INSEE |      |      |      |      |      |      |      |      |      |

## Sehenswürdigkeiten

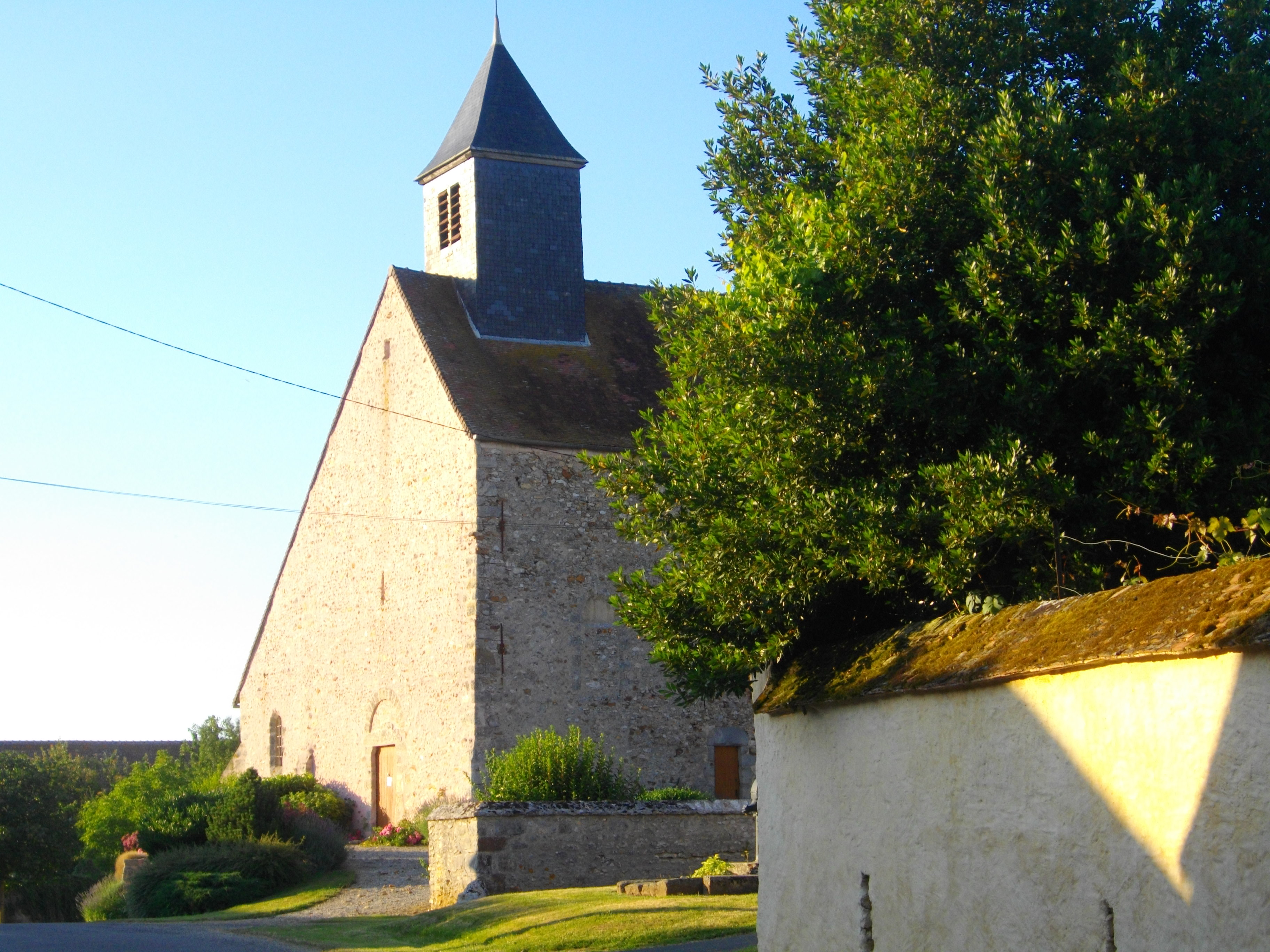
Kirche Saint-Michel

- Kirche Saint-Michel